# Costus acreanus
Costus acreanus là một loài thực vật có hoa trong họ Costaceae. Loài này được (Loes.) Maas mô tả khoa học đầu tiên năm 1972.